# Ropczyce
Ropczyce ist eine Stadt in der Woiwodschaft Karpatenvorland in Polen. Sie ist Sitz der gleichnamigen Stadt-und-Land-Gemeinde mit etwa 27.200 Einwohnern und des Powiat Ropczycko-Sędziszowski.

## Geographie
Die Stadt liegt 120 km östlich von Krakau sowie 28 km westlich Rzeszów und liegt am Fluss Wielopolka.

## Geschichte

### Bis 1772
Der Ort wurde erstmals im Jahr 1254 urkundlich erwähnt. Im Jahr 1266 wurde das Dorf durch litauische und ruthenische Truppen zerstört. Das königliche Dorf Ropczyce lag in der Mitte des 14. Jahrhunderts entlang der zunehmend wichtigen Via Regia und nach der definitiven polnischen Einnahme Rotrutheniens von Polen im Jahr 1359 wurde am 3. März 1362 das Stadtrecht nach Magdeburger Recht durch König Kasimir dem Großen verliehen. Die Lokatoren waren die Brüder Jan und Mikołaj Gielnik. Im Jahr 1439 wurde die Schule der Pfarrei eingerichtet. Im Jahr 1504 wurde die Stadt von den Tataren zerstört. Im Jahr 1655 wurde die Stadt von den Schweden besetzt.

### 1772 bis 1939
Durch die Teilung Polens im Jahr 1772 fiel Ropczyce an Habsburg-Lothringen. Im Jahr 1855 wurde der Powiat Ropczycko gebildet. In den Jahren von 1856 bis 1858 wurde die Stadt an die Eisenbahnlinie Wien–Lemberg angeschlossen. Ropczyce blieb Teil Galiziens bis zum Ende des Ersten Weltkrieges 1918.
Im Jahr 1937 verlor Ropczyce den Sitz des Powiats an Dębica.

### 1939 bis heute
Am 7. September 1939 besetzte die Wehrmacht die Stadt. Die jüdische Bevölkerung wurde in einem Arbeitslager inhaftiert. Im Jahr 1942 wurde sie zum Teil erschossen. Der Rest wurde ins Lager Pustków und das Vernichtungslager Belzec gebracht. Auch die polnische Bevölkerung wurde zu Zwangsarbeit herangezogen. Im Jahr 1944 wurde die Stadt von der sowjetischen Armee befreit. In den folgenden Monaten gab es Kämpfe zwischen den Kommunisten und der polnischen Heimatarmee.
Im Jahr 1956 wurde Ropczyce wieder Kreisstadt und blieb es bis 1975. Von 1975 bis 1998 gehörte sie zur Woiwodschaft Rzeszów. Im Laufe der Jahre wurden mehrere Betriebe in der Stadt angesiedelt, unter anderem ein Magnesitwerk und eine Zuckerfabrik.
Im Jahr 1999 wurde Ropczyce erneut Kreisstadt. Im Jahr 2000 wurde in der Stadt eine Hochschule für Agrartechnik gegründet.

## Sehenswürdigkeiten

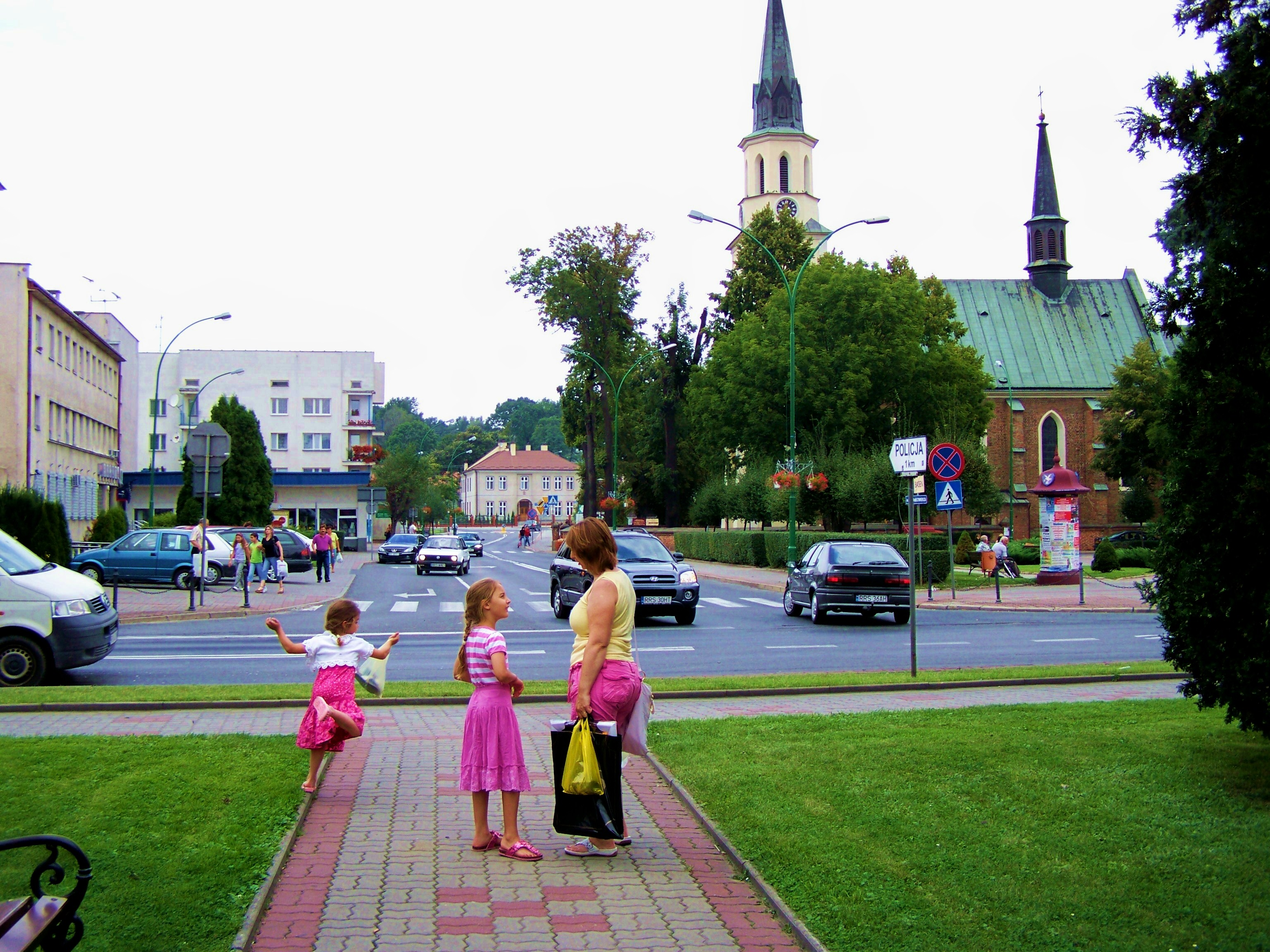
Ropczyce

- Wallfahrtskirche – Maria Königin der Familie[3]
- Pfarrkirche
- Jüdischer Friedhof

## Gemeinde
Zur Gemeinde gehören neun Dörfer mit Schulzenämtern, sie hat eine Flächenausdehnung von 139 km².

### Partnerstädte
- Ochsenfurt in Deutschland
- Busk in der Ukraine
- Stropkov in der Slowakei
- Lokeren in Belgien

## Verkehr
Durch Ropczyce verläuft die Droga krajowa 4 und wird hier von der Woiwodschaftsstraße 986 (Droga wojewódzka 986) gekreuzt. Ropczyce liegt an der Bahnstrecke Wien – Lemberg.
Der Flughafen Rzeszów-Jasionka ist 30 km entfernt.

## Söhne und Töchter der Stadt
- Rabbi Naftali von Ropschütz (1760–1827), Chassidischer Meister
- Maciej Kuciapa, Speedwayfahrer
- Józef Mehoffer (1869–1946), Maler
- Grzegorz Kopala, polnischer Komponist, Musiker
- Marcin Daniec, ein Künstler, Satiriker
- Jan Zwierz, ein Priester-, Sozial-Aktivist
- Karol Olszewski (1846–1915), Physiker und Chemiker.